# Carl Wilson
Carl Dean Wilson var leadguitarist og vokalist i The Beach Boys.